# 氣多郡 (鳥取縣)
氣多郡是過去屬於因幡國的郡。已於1896年3月29日與高草郡合併為氣高郡。

## 歷史
根據『和名抄』，氣多郡過去下轄大原、坂本、口沼、勝見、大坂、日置、勝部等7鄉。

### 年表
- 1889年10月1日：實施町村制，此時氣多郡下轄：青谷村、日置村、日置谷村、中鄉村、勝部村、鹿野村、勝谷村、小鷲河村、寶木村、光元村、酒津村、瑞穗村、正条村、八束水村、逢坂村。（15村）
- 1896年3月29日：與高草郡合併為氣高郡。